# Прогресс М-44
Прогресс М-44 — транспортный грузовой космический корабль (ТГК) серии «Прогресс», запущен к Международной космической станции. 3-й российский корабль снабжения МКС. Серийный номер 244.

## Цель полёта
Доставка на МКС более 2500 килограммов различных грузов, в числе которых топливо для двигательных установок орбитальной станции, кислород, питьевую воду, оборудование для проведения медико-биологических экспериментов, комплект инструментов для ремонтных работ, расходуемые материалы для системы очистки атмосферы, бортдокументацию, контейнеры с продуктами питания, посылки для экипажа.

## Хроника полёта
- 26.02.2001, в 11:09:35.029 (MSK), (08:09:35 UTC) — запуск с космодрома Байконур;
- 28.02.2001, в 11:49:47 (MSK), (09:49:47 UTC) — осуществлена стыковка с МКС к стыковочному узлу на агрегатном отсеке служебного модуля «Звезда». Процесс сближения и стыковки проводился в автоматическом режиме;
- 16.04.2001, в 12:48:00 (MSK), (08:48:00 UTC) — ТГК отстыковался от орбитальной станции и отправился в автономный полёт.

## Перечень грузов
Суммарная масса всех доставляемых грузов: 2542,82 кг
| Название | Масса (кг) |
| --- | ---------- |
| В отсеке компонентов дозаправки:                                                                                     |            |
| Окислитель | 487,8      |
| Кислород | 50         |
| Горючее | 264,2      |
| Топливо в КДУ для нужд МКС                                                                                           | 260        |
| Грузы, доставляемые в герметичном отсеке (суммарная масса — 1480,82 кг):                                             |            |
| Оборудование для систем:                                                                                             |            |
| обеспечения газового состава (СОГС)                                                                                  | 42,8       |
| водообеспечения (СВО)                                                                                                | 47,49      |
| обеспечения теплового режима (СОТР)                                                                                  | 59,9       |
| управления движением и навигации                                                                                     | 25,86      |
| Научная аппаратура                                                                                                   | 85,21      |
| Кабели, инструменты и вспомогательное оборудование                                                                   | 65,15      |
| Контейнеры с рационами питания, свежие продукты                                                                      | 318,12     |
| Медицинское оборудование                                                                                             | 19,39      |
| Бельё, средства личной гигиены и индивидуальной защиты                                                               | 398,83     |
| Оборудование для ФГБ «Заря»                                                                                          | 219,49     |
| Бортдокументация, посылки для экипажа                                                                                | 22,35      |
| Оборудование для американского сегмента, в том числе продукты питания, средства санитарно-гигиенического обеспечения | 176,23     |